# Aquäduktbrücke Vussem

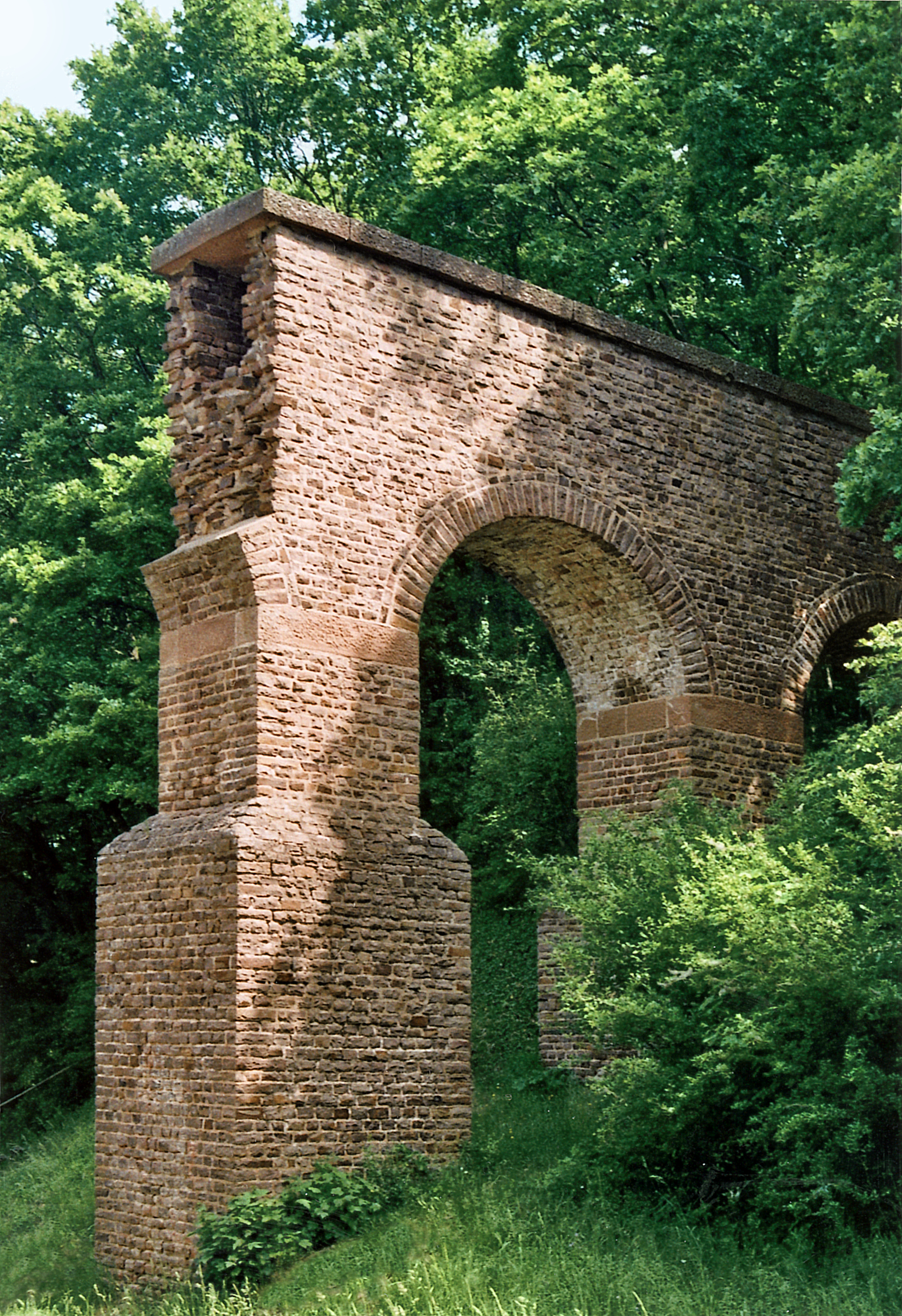
Teilrekonstruierte antike Aquäduktbrücke bei Mechernich-Vussem

Die Aquäduktbrücke von Vussem ist Teil der römischen Eifelwasserleitung, die im 1. Jahrhundert n. Chr. zur Frischwasserversorgung der Colonia Claudia Ara Agrippinensium, des römischen Köln, entstand. Östlich des Mechernicher Stadtteils Vussem überspannte der Aquädukt ein heute namenloses Seitental des Veybachs.
Bei Bauarbeiten, die durch das Anlegen eines benachbarten Sportplatzes nötig wurden, hat man in den späten 1950er Jahren zwei römische Pfeilerfundamente achtlos zerstört. 
Dies nahm der Landschaftsverband Rheinland 1959 zum Anlass, dort eine umfassende archäologische Ausgrabung unter der Leitung von Waldemar Haberey durchzuführen.

## Konstruktion
Aufgrund der Grabungsergebnisse von Haberey lassen sich zuverlässige Aussagen über die Konstruktion der Aquäduktbrücke treffen. Das Bauwerk spannte sich in einer Länge von etwa 80 m über das Tal und war bis zu 10 m hoch. Der Aquädukt bestand wahrscheinlich aus 13 Bögen, die einen aufgesetzten Kanal von 0,72 m lichter Weite und 1,32 m lichter Höhe trugen. Das Trinkwasser durchfloss die Leitung im Bereich der Aquäduktbrücke mit einem Gefälle von 0,4 %. Archäologisch nachgewiesen wurden zehn von vermutlich zwölf freitragenden Brückenpfeilern, die einen lichten Abstand von 2,5 m hatten. Die Pfeiler ruhten auf bis zu 2 m tief in den Boden reichenden und 2,2 × 2,2 m breiten Fundamenten aus vermörtelter Grauwacke, die lokal ansteht. Aus demselben Material bestand auch das aufgehende Mauerwerk. Verblendet war das Bauwerk mit Handquadern aus behauener Grauwacke. An einzelnen Quadern konnte ein Fugenstrich nachgewiesen werden, wie er bei repräsentativen römischen Bauwerken üblich war. Die Kämpferplatten der Bögen sowie die Abdecksteine der Kanalrinne waren vermutlich aus Sandstein gearbeitet.
Mit Hilfe der Aquäduktbrücke vermieden die römischen Ingenieure eine weite Talumgehung.
Leitungsabwärts begann an der Aquäduktbrücke im heutigen Wald eine noch immer erhaltene Arbeitsterrasse, die den nun wieder unterirdisch geführten Kanal begleitete.

## Denkmalschutz
Der Bereich des Aquädukts ist ein Bodendenkmal nach dem Denkmalschutzgesetz des Landes NRW – DSchG NW. Nachforschungen und gezieltes Sammeln von Funden sind genehmigungspflichtig, Zufallsfunde an die Denkmalbehörden zu melden.
Die Grabungsergebnisse von 1959 bildeten die Grundlage für eine Teilrekonstruktion der Anlage, die heute touristisch erschlossen ist und als Station 13 Teil des 2012 erneuerten Römerkanal-Wanderwegs ist.